# Jan Syrový
Jan Syrový (Třebíč, 24 gennaio 1888 – Praga, 17 ottobre 1970) è stato un generale e politico cecoslovacco, primo ministro della Cecoslovacchia durante la conferenza di Monaco del settembre 1938 che sancì la cessione dei Sudeti alla Germania.

## Biografia
Dopo essersi laureato nel 1906 Syrový serve come volontario nell'esercito austro-ungarico.
Durante la prima guerra mondiale combatte nella legione cecoslovacca dell'esercito imperiale russo e perde un occhio nella battaglia di Zborov del 1917.
Allo scoppio della rivoluzione russa Syrový comanda le legioni cecoslovacche contro le forze bolsceviche in Siberia.
Capo di Stato Maggiore dell'esercito cecoslovacco dal 1926 al 1933 e ispettore generale delle Forze Armate dal 1933 al 1938, contribuisce alla creazione dell'aviazione cecoslovacca.

## Carriera politica
Il 23 settembre 1938, a seguito delle dimissioni del governo guidato da Milan Hodža, Syrový fu nominato primo ministro e ministro della difesa. Syrový, che in primo momento aveva deciso di rifiutare l'offerta, venne convinto ad accettare l'incarico dal presidente Edvard Beneš.
Pochi giorni dopo la sua nomina, il 30 settembre, fu costretto ad accettare i termini della conferenza di Monaco che imponevano alla Cecoslovacchia di cedere la regione dei Sudeti (a maggioranza tedesca) alla Germania.
A seguito della conferenza di Monaco Beneš si dimise e il 30 novembre venne sostituito da Emil Hácha. Il giorno dopo Syrový rassegnò le proprie dimissioni da primo ministro rimanendo alla guida del Ministero della Difesa fino al 27 aprile 1939.
A seguito dell'occupazione nazista della Cecoslovacchia non aderì alla resistenza antitedesca e per questo motivo, il 14 maggio 1945 al termine della seconda guerra mondiale, venne arrestato con l'accusa di collaborazionismo.

## In carcere
Nel 1947, dopo un processo-farsa, Syrový venne condannato assieme a Rudolf Beran a 20 anni di carcere. Scarcerato nel 1960 a seguito di un'amnistia voluta dal presidente Novotný, venne privato della pensione.
Il regime comunista lo costrinse ad accettare un lavoro di guardiano notturno e solo nel 1967 gli venne concessa una piccola pensione.